# Expresso Brasileiro
A Expresso Brasileiro foi uma empresa brasileira de transporte rodoviário de passageiros fundada na cidade de São Paulo no ano de 1941 pelo imigrante espanhol Manoel Diegues.

## História
A empresa foi fundada em outubro de 1941 pelo imigrante espanhol Manoel Diegues para fazer na época a ligação das cidades de São Paulo até Santos. Quase 10 anos depois, em 1º de agosto de 1951, a Expresso Brasileiro inaugura sua principal agência na Avenida Ipiranga, 885 no centro de São Paulo; o espaço se destacava por, além de vender passagens (não só de ônibus da empresa como também passagens de avião, passagens marítimas e ferroviárias) possuir lojas de doces, restaurante, bares, barbeiro, salão de cabeleireiro, banca de jornal e até mesmo uma sala de cinema onde se fazia exibições gratuitas.

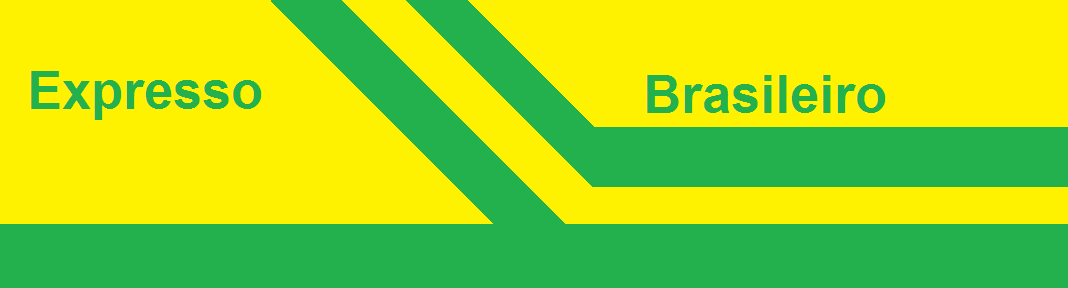
Antiga identidade visual da Expresso Brasileiro.

A viação ganhou uma boa infra-estrutura rapidamente, já realizando novas linhas como a São Paulo/Rio. Na década de 50, a Expresso Brasileiro consegue alcançar o status de maior empresa de ônibus da América Latina.A Expresso Brasileiro já atuou no transporte urbano de algumas cidades como Santos e São Vicente ainda na época de seu fundador com o nome de Viação Santos São Vicente Litoral Ltda Todavia, sua concorrência aumenta com o crescimento da Viação Cometa. Contudo, a empresa ganha mais destaque ao publicar sua própria revista Viajando, que era bimestral e possuía tiragem de 20 mil exemplares por edição.
Na década de 60, seu proprietário Manoel Diegues se vê numa grande dificuldade financeira e decidir vender a Expresso Brasileiro para o empresário Antonio Romano. A partir daí, a empresa começa a recuperar seu espaço no mercado rodoviário.
A Expresso Brasileiro já atuou no transporte urbano de algumas cidades na Grande São Paulo, em 1970 fundou na cidade de São Bernardo do Campo a Viação Riacho Grande para fazer linhas municipais e intermunicipais na região do ABC, na época e empresa foi pioneira no ABC para fazer trajetos de difícil acesso, em 1985 a Expresso Brasileiro vendeu a Riacho Grande ao empresário Renato Fernandes Soares. Também já foi sócia da Viação Padroeira do Brasil, que atuava na região do ABC.
Em setembro de 1998 a Expresso Brasileiro começou a atuar no transporte municipal da cidade de Guarulhos ao comprar de uma vez só as viações Tupã e Icaraí e com isso ela fundiu as duas empresas e formou a Viação Transguarulhense e que usava uma pintura parecida com a da Expresso Brasileiro, em dezembro de 2003 a Expresso Brasileiro vendeu a Viação Transguarulhense ao Grupo Belarmino.
Em 2009 vendeu as linhas que ligavam as cidades de São Paulo, Guarulhos, Osasco, ABC Paulista, Mogi das Cruzes, Suzano e Vale do Paraíba para a Baixada Santista para a Viação Cometa, do Grupo JCA, permanecendo apenas com as linhas que interligavam os estados de São Paulo e Rio de Janeiro.
A Família Romano foi proprietária da viação até 11 de novembro de 2011, quando o Grupo Santa Cruz adquiriu a empresa. Após a compra, o Grupo Santa Cruz investiu R$ 18,9 milhões na renovação da frota (adquirindo novos ônibus da carroceria Marcopolo modelos Paradiso G7 1200, 1600 e 1800DD sob os chassis Scania K340 e K380) e também criou um nova pintura e identidade visual para a empresa.
No ano de 2017, a Expresso Brasileiro foi vendida para o Grupo Águia Branca. A empresa capixaba assumiu o controle no dia 1 de setembro de 2017, após a aprovação do CADE e da ANTT.
Entre 2018 e 2019, as linhas operadas pela Expresso Brasileiro vinham sendo operadas em conjunto com a Viação Águia Branca, com os ônibus de ambas as empresas mesclados nos diversos horários. Alguns veículos foram pintados nas cores da nova empresa e transferidos de setor e outros foram vendidos e posteriormente a frota foi renovada e assim encerrou suas operações gradativamente durante o ano de 2020.
Com o fim das operações, as seis linhas que a empresa ainda operava, interligavam as cidades de São Paulo, Osasco, São Caetano do Sul, São Bernardo do Campo e Santo André no estado de São Paulo com as cidades do Rio de Janeiro, Nova Iguaçu e Duque de Caxias no estado do Rio de Janeiro foram definitivamente incorporadas a Águia Branca.
Mantinha garagens em São Paulo e Rio de Janeiro e possuía uma frota de aproximadamente 120 ônibus, empregando cerca de 550 pessoas.